# Drakbåts-VM för landslag 2007
Drakbåts-VM för landslag 2007 anordnades av IDBF i Sydney i Australien den 20–23 september. Distanserna var 200 meter, 500 meter, 1 000 meter och 2 000 meter. Det tävlades enbart i 20-mannabåtar i dam-, mixed- och open-klasser på junior-, senior- och master-nivå.

## Medaljtabell
| Pl.    | Nation         | Guld | Silver | Brons | Totalt |
| ------ | -------------- | ---- | ------ | ----- | ------ |
| 1      | Kanada         | 23   | 12     | 7     | 42     |
| 2      | Tyskland       | 8    | 3      | 0     | 11     |
| 3      | USA            | 4    | 6      | 6     | 16     |
| 4      | Australien     | 2    | 10     | 15    | 27     |
| 5      | Kina           | 1    | 3      | 3     | 7      |
| 6      | Filippinerna   | 1    | 1      | 2     | 4      |
| 7      | Storbritannien | 0    | 2      | 4     | 6      |
| 8      | Macau          | 0    | 1      | 1     | 2      |
| 9      | Slovakien      | 0    | 1      | 0     | 1      |
| 10     | Nya Zeeland    | 0    | 0      | 1     | 1      |
| NP     | Chile          | 0    | 0      | 0     | 0      |
| NP     | Taiwan         | 0    | 0      | 0     | 0      |
| NP     | Ungern         | 0    | 0      | 0     | 0      |
| NP     | Italien        | 0    | 0      | 0     | 0      |
| NP     | Japan          | 0    | 0      | 0     | 0      |
| NP     | Ryssland       | 0    | 0      | 0     | 0      |
| NP     | Ukraina        | 0    | 0      | 0     | 0      |
| Totalt | Totalt         | 39   | 39     | 39    | 117    |

## Medaljsammanfattning

### Premier
| Klass                  | Guld | Silver | Brons |
| 200m, premier herrar   |      |        |       |
| 500m, premier herrar   |      |        |       |
| 1 000m, premier herrar |      |        |       |
| 2 000m, premier herrar |      |        |       |
| 200m, premier damer    |      |        |       |
| 500m, premier damer    |      |        |       |
| 1 000m, premier damer  |      |        |       |
| 200m, premier mixed    |      |        |       |
| 500m, premier mixed    |      |        |       |
| 2 000m, premier mixed  |      |        |       |

### Junior
| Klass                 | Guld | Silver | Brons |
| 200m, junior herrar   |      |        |       |
| 500m, junior herrar   |      |        |       |
| 1 000m, junior herrar |      |        |       |
| 2 000m, junior herrar |      |        |       |
| 200m, junior damer    |      |        |       |
| 500m, junior damer    |      |        |       |
| 200m, junior mixed    |      |        |       |
| 500m, junior mixed    |      |        |       |

### Senior
| Klass                 | Guld | Silver | Brons |
| 200m, senior herrar   |      |        |       |
| 500m, senior herrar   |      |        |       |
| 1 000m, senior herrar |      |        |       |
| 2 000m, senior herrar |      |        |       |
| 200m, senior damer    |      |        |       |
| 500m, senior damer    |      |        |       |
| 1 000m, senior damer  |      |        |       |
| 200m, senior mixed    |      |        |       |
| 500m, senior mixed    |      |        |       |